# Nualunat
Nualunat is een bestuurslaag in het regentschap Timor Tengah Selatan van de provincie Oost-Nusa Tenggara, Indonesië. Nualunat telt 1248 inwoners (volkstelling 2010).